# Schiffweiler
Schiffweiler es un municipio situado en el distrito de Neunkirchen, en el estado federado de Sarre (Alemania), con una población a finales de 2016 de unos 15 836 habitantes.
Se encuentra ubicado en el centro del estado, cerca de la frontera con el estado de Renania-Palatinado. 